# Pačule obecná

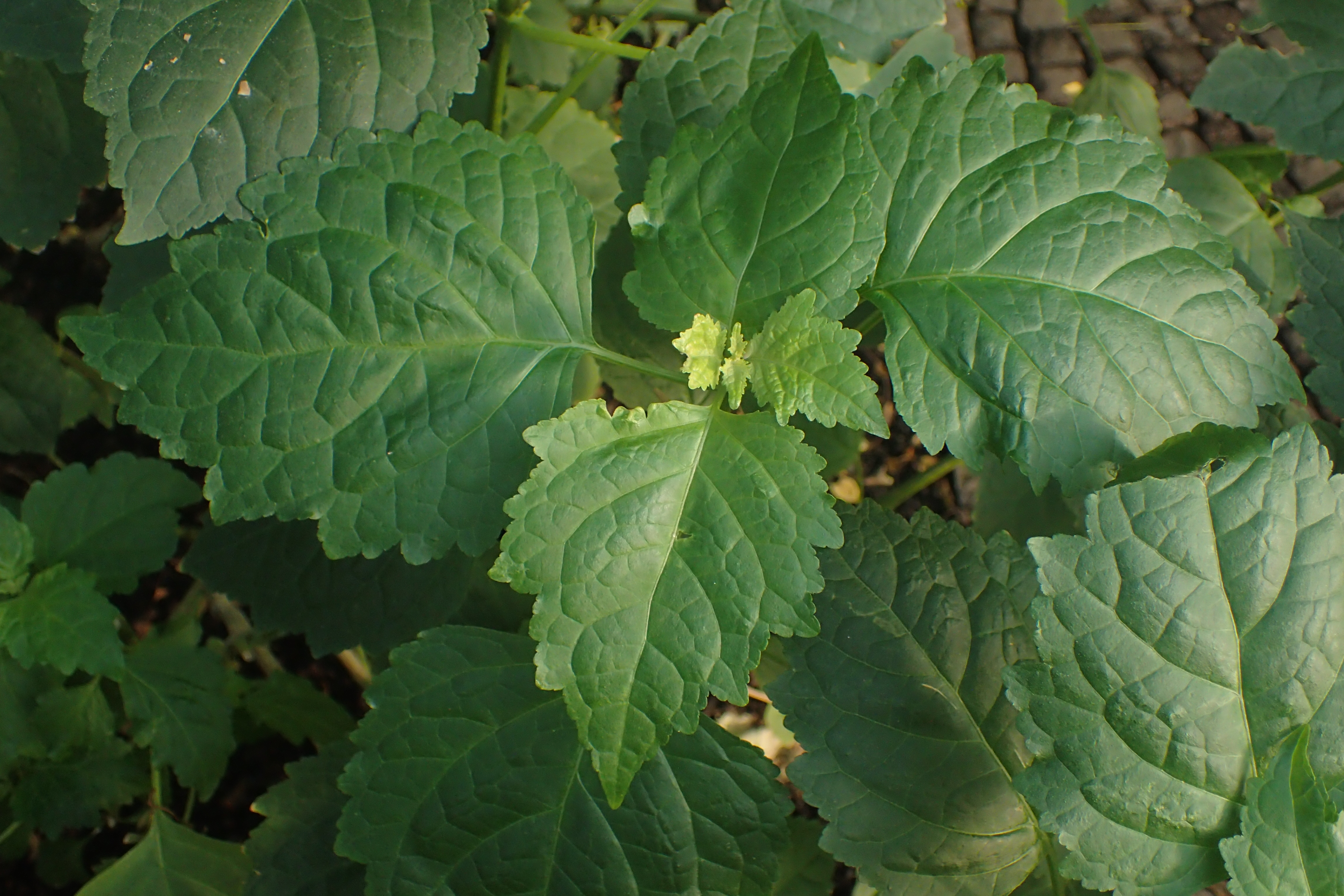
Listy

Pačule obecná (Pogostemon cablin) je teplomilná, vytrvalá, polokeřovitá rostlina vysoká 50 až 120 cm, jež kvete větším počtem drobných, nafialovělých květů ve vzpřímených válcovitých květenstvích. Pěstuje se pro silně vonný olej získávaný ze suchých listů a používaný v kosmetice a lidovém léčitelství. Olej je součástí mnoha parfémů a má silně hojivé, antiseptické a sedativní účinky. Listy jsou začerstva téměř bez vůně, usušené však silně páchnou pižmem, obsahují vonné silice – olej pačuli (oleum patschuly). Výraz pačuli je odvozen ze dvou tamilských slov, kde „paččai“ značí zelený a „ilai“ list.
Pochází z tropických oblastí Indického subkontinentu, (Srí Lanka), Jihovýchodní Asie (Malajsie, Filipíny, Sumatra, Jáva, Borneo, Sulawesi, Malé Sundy) a z Nové Guineje. Postupně byla rozšířena do mnoha zemí a nyní volně roste v přírodě Číny, Vietnamu, Thajska a na některých ostrovech v Pacifiku i v Karibiku.

## Ekologie
Rostlina vlhkých tropů, nejčastěji roste v nadmořské výšce 1000 až 2000 m v oblastech s průměrnými ročními srážkami 2200 až 1600 mm, kde období sucha netrvá déle než tři měsíce. Nejlépe se jí daří při průměrných teplotách v rozmezí 23 až 28 °C, avšak toleruje i teploty od 16 po 32 °C, snese krátkodobý pokles k 5 °C, ale nepřežije mráz. Pro optimální růst potřebuje slunné místo s výživnou, vlhkou, ale odvodněnou půdou, která může být slabě jílovitá a její pH se pohybuje od 6 po 6,5. Nesnese podmáčenou půdu, po třech až čtyřech dnech s kořeny ve stojící vodě rostlina uhyne. Počet chromozomů 2n = 32 nebo 64.

## Popis

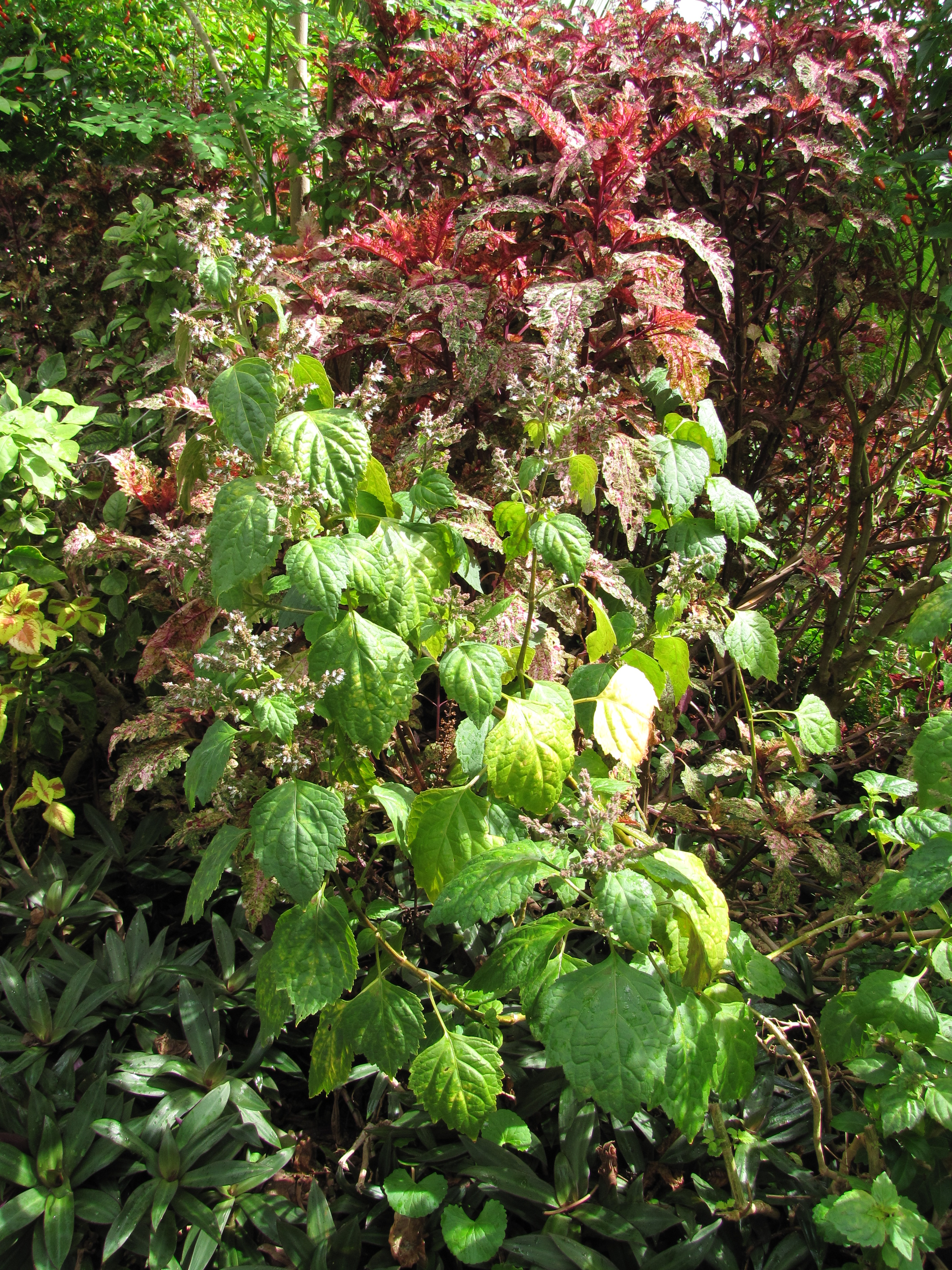
Celkový vzhled rostliny (v popředí)

Stálezelený polokeř vysoký 50 až 120 cm se vzpřímenými, chlupatými, bylinnými, mírně čtyřhrannými lodyhami. Jsou porostlé tenkými, vstřícnými, křižmostojnými listy s řapíky 1 až 6 cm dlouhými, které mívají široce vejčité až srdčité čepele dlouhé 5 až 10 cm a široké 3 až 6 cm. U báze jsou klínovité, na vrcholu tupé či zašpičatělé, po okraji jednoduše nebo dvojitě pilovité, zpeřená žilnatina mívá asi pět párů žilek, svrchní strana je řídce chlupatá a tmavší než na spodní, hustě chlupatá.
V listech se vyskytují dva typy olejových žláz, jedny jsou pro chlupy na pokožce (běžné u rostlin čeledi hluchavkovitých) a druhé mezofylové, které mají sekreční buňky asi dvojnásobně větší. Buňka s velkým jádrem a hustou cytoplazmou je obklopena kutikulou, vzniklý olej je obsažen mezi buněčnou stěnou a kutikulou. Buňka je umístěna u cévního svazku sestávajícího z xylémových a floémových prvků.
Květy jsou bílé až nafialovělé a vyrůstají z paždí listů v chlupatých, 15 až 30 cm dlouhých, hustých, válcovitých, klasovitých lichopřeslenech s 10 a více květy. Jsou oboupohlavné, mají stopky 1 až 2 cm dlouhé, 8 mm vejčité až kopinaté listeny a nitkovité listence. Kalich je pětizubý, oboustranně chlupatý, trubkovitý, asi 6 mm velký, po odkvětu se zvětšuje a neopadává. Koruna je bílá, levandulově modrá nebo světle fialová, trubkovitá, asi 1 cm dlouhá, dvoupyská, horní třílaločný pysk je fialový a po okraji bílý, spodní pysk je celistvý, bílý. Dvojmocné tyčinky jsou čtyři, jejich bílé nitky jsou dlouhé asi 8 mm a kulovité prašníky s trikolpátním pylem vystupují z koruny. Pestík velký asi 12 mm je světle fialový a na 6 mm čnělce má dvouklanou bliznu s velkými laloky. Květy produkující nektar jsou opylovány hmyzem.
Plody jsou čtyři eliptické tvrdky sedící ve vytrvalém kalichu. Tvrdka (semeno) je velká 0,5 až 1 mm a má tmavý povrch síťovitě pokrytý tečkami. Semena lze získat obvykle jen z planě rostoucích rostlin.

## Rozmnožování
Rostliny pěstované v kultivaci semena téměř netvoří, množí se vegetativně řízky, které bývají 5 až 10 cm dlouhé a odebírají se ze středních částí polovyzrálých stonků, případně se používají dlouhé 10 až 12 cm se třemi nebo čtyřmi uzlinami a koncovým pupenem. Po zakořenění se za měsíc rozsazují do květináčů a následně se vysazují na stanoviště ve sponu 60 × 60 cm. Při velkovýrobě se někdy sází po třech řízky dlouhé 15 až 20 cm přímo na trvalé stanoviště a později se vyjednotí.

## Využití
Listy se získávají ještě před případným rozvinutím květů. První sklizeň obvykle probíhá za šest až sedm měsíců po výsadbě, další intervaly jsou kratší, dva až tři měsíce; rostliny se přitom ostříhají ve výšce asi 15 cm nad zemí. Největší výnos je z první sklizně, asi 1 t/ha usušených listů, při následných to bývá 0,5 až 1 t/ha. Rostliny se takto využívají po dva až tři roky, pak výnos klesá a nahrazují se novými. Získané listy se i se stonky suší ve stínu na dřevěných regálech nebo betonové podlaze po dva až pět dnů při teplotě do 40 °C, po usušení se listy od stonků oddělí.
Následně jsou, již ve výrobnách oleje, slabě navlhčeny, krátce fermentovány a dlouze sušeny. Při následné parní destilaci se umístí na mřížky nad zahřívanou vodní hladinou a z jímané páry se oddělí požadovaný olej. Výnos a kvalita oleje jsou kromě jakosti listů ovlivněné délkou sušení, způsobem fermentace i destilace. Průměrně se z 1 ha plantáže získá okolo 50 kg oleje, což je nahnědlá, olejovitá, viskózní tekutina se sladce bylinnou, kořeněnou a zemitou, dřevitě-balzamickou vůni. Hlavními chemickými složkami oleje jsou pačuli alkohol, guajen, pačulen a seychellen. Nejkvalitnější olej se získává z nenavlhlých listů sklízených v období dešťů, nejhorší z listů vlhkých po dešti nebo po ranní rose.
Obsažené vonné látky slouží jako fixátor vůně. Používá se v parfémech a mýdlech, stejně jako repelent i pro přehlušení zápachu konzervačních látek užívaných například proti plísním. Používá se i v aromaterapii jako lék k relaxací a při migréně k odstranění nevolnosti a bolesti hlavy, proti ekzému, akné, zlepšuje hojení ran i odpuzuje hmyz, hlavně moly a komáry. Samotná vůně působí těžce, ale v parfémových kompozicích působí většinou svěže. Olej bývá také součásti obětního kadidla.
Éterický olej (nazývaný „pačuli“) vydestilovaný z pačule obecné v průměru obsahuje tyto hlavní látky:
26,7 % pačuli alkoholu, 16,7 % α-bulnesenu, 13,5 % α-guaienu, 8,8 % seychellenu, 4,5 % α-patchoulenu, 4,2 % β-karyofylenu, 2,4 % 5-cadinen, 2,3 % pogostolu, 2,0 % β-patchoulenu, 0,9 % karyofylenoxidu, 0,8 % norpatchoulenolu, 0,7 % p-elemenu, 0,4 % α-gurjunenu, 0,3 % β-pinenu, 0,3 % 1,10-epoxy-a-bulnesenu, 0,2 % cykloseychellenu, 0,1 % α-pinenu, 0,1 % 1,5-epoxy-α-guaienu a další.